# London Stock Exchange Group

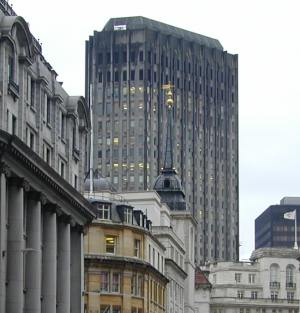
Oude hoofdkantoor

London Stock Exchange Group (LSEG), is een wereldwijde leverancier van financiële markten data en infrastructuur. Het hoofdkantoor is gevestigd in City of London, Engeland, en is eigenaar van de London Stock Exchange (waar het ook genoteerd is), Refinitiv, LSEG Technology, FTSE Russell, en meerderheidsbelangen in LCH en Tradeweb.

## Activiteiten
De LSEG is een holdingmaatschappij met als oudste activiteit de London Stock Exchange (LSE). De LSE had vanaf 20 juli 2001 al zelf een beursnotering gekregen. Na de oprichting van de London Stock Exchange Group (LSEG) werd deze laatste het beursgenoteerde bedrijf waarbij LSE een bedrijfsonderdeel is geworden.
LSEG heeft de activiteiten verdeeld over drie onderdelen. Na de overname van Refinitiv is het onderdeel Data & Analytics veruit het grootste met een omzetaandeel van bijna 70%. Dit bedrijfsonderdeel levert koersgegevens, maakt en onderhoud indices en levert zakelijke financiële informatie. Het tweede onderdeel is Capital Markets, met diverse handelsplatforms voor aandelen, obligaties en valuta. Het derde en kleinste onderdeel is Post Trade, die de afwikkeling van beurstransacties verzorgd waaronder clearing. Van de totale omzet is zo'n 30% onderhevig aan schommelingen in de handelsvolumes op de effectenbeurs, de rest heeft stabielere inkomsten omdat deze diensten in de vorm van een abonnement worden afgenomen.
Van de jaaromzet in 2022 werd zo’n 40% gerealiseerd in Noord- en Zuid-Amerika, 15% in Azië en 45% in Europa, Midden-Oosten en Afrika. Er werken ruim 24.000 mensen bij LSEG, waarvan iets meer dan de helft in Azië.

## Geschiedenis
In 2007 nam LSE voor € 1,5 miljard Borsa Italiana over. Het bod van LSE was deels in aandelen waardoor de oud-Borsa Italiana aandeelhouders een belang van 28% kregen in nieuwe groep, de London Stock Exchange Group. Na de fusie bestond het bestuur uit 12 bestuurders, waarvan vijf Italianen.
In 2012 kocht LSEG 50% van de aandelen in FTSE International die het nog niet in handen had. LSEG betaalde £  450 miljoen aan de verkopende aandeelhouder Pearson. Met deze overname maakt LSEG zich minder afhankelijk van de wisselende inkomsten uit de beurshandel. In 2010 behaalde FTSE International een omzet van bijna £ 100 miljoen. 
In juni 2014 bood LSEG US$ 2,7 miljard op de Amerikaanse vermogensbeheerder Frank Russell. De helft van de koopsom werd voldaan door de uitgifte van nieuwe aandelen. Naast vermogensbeheer levert Frank Russell ook belangrijke beursindices zoals de Russell 2000 aandelenindex. Deze indices worden gebruikt als basis voor Exchange-traded funds (ETF) en dit is een alternatieve en relatief vaste inkomstenbron. In oktober 2015 maakte LSEG de verkoop bekend van de vermogensbeheertak van Russell aan TA Associates voor US$ 1,15 miljard. Dit onderdeel beheerde een vermogen van zo’n US$ 260 miljard. Met de opbrengst heeft LSEG schulden afgelost.
In februari 2016 maakten Deutsche Börse en de LSEG bekend de mogelijkheden te onderzoeken voor een fusie. De twee ambieerden een fusie op basis van gelijkwaardigheid. Aandeelhouders van het Duitse beursbedrijf zouden een meerderheidsbelang van 54,4% in de combinatie krijgen. Na het referendum over de Brexit stemden op 4 juli 99,9% van de aandeelhouders van LSEG voor de fusie. In februari 2017 stelde de mededingingsautoriteiten van de Europese Unie (EU) als extra eis dat het Italiaanse online handelsplatform MTS moet worden verkocht. De EU wilde dit om te voorkomen dat de combinatie te groot zou worden op de markt voor Europese overheidsobligaties. LSEG wilde hieraan niet voldoen. De fusie stond al onder druk na de Brexit stemming in juni 2016. Eerder besloot LSEG het Franse LCH Clearnet aan Euronext te verkopen voor € 510 miljoen, maar onder de voorwaarde dat de EU zou stemmen met de fusie.
In 2020 bood LSEG het belang in Borsa Italiana te koop aan om de overname van Refinitiv mogelijk te maken. In september 2020 bracht Euronext met de Italiaanse partners Cassa Depositi e Prestiti (CDP) en Intesa Sanpaolo een bod uit. Naast Euronext waren er ook andere partijen geïnteresseerd om de Italiaanse beursuitbater te kopen, maar Euronext en partners wonnen de biedingsstrijd met een bod van € 4,3 miljard. De verkoop werd op 19 april 2021 afgerond.
Op 1 augustus 2019 maakte LSEG bekend Refinitiv te willen overnemen om zo zijn productenpakket te verbreden. Refinitiv is een leverancier van koersgegevens, financiële data en economisch nieuws aan investeerders en beleggers en de grootste concurrent op dit gebied is Bloomberg. Refinitiv was tot ruim anderhalf jaar geleden nog volledig in handen eigendom van Thomson Reuters, maar in januari 2018 verkocht het 55% van de aandelen Refinitiv aan een consortium onder leiding van investeringsmaatschappij Blackstone Group. Toen werd Refinitiv gewaardeerd op US$ 20 miljard. Het bod van LSEG is US$ 27 miljard in eigen aandelen. Na de deal zijn Blackstone en Thomson Reuters de grootste aandeelhouders van LSEG, met een belang van respectievelijk 22% en 15%. Na de overname verdrievoudigde de omzet tot £ 6 miljard (ca. € 6,5 miljard). De overname werd op 29 januari 2021 afgerond.